# Жадковка
Жадковка (укр. Жадківка) — село в Корецкой городской общине Ровненского района Ровненской области Украины.
До 2020 года входило в Корецкий район.
Население по переписи 2001 года составляло 833 человека. Почтовый индекс — 34704. Телефонный код — 3651.